# Sultan Muhammad

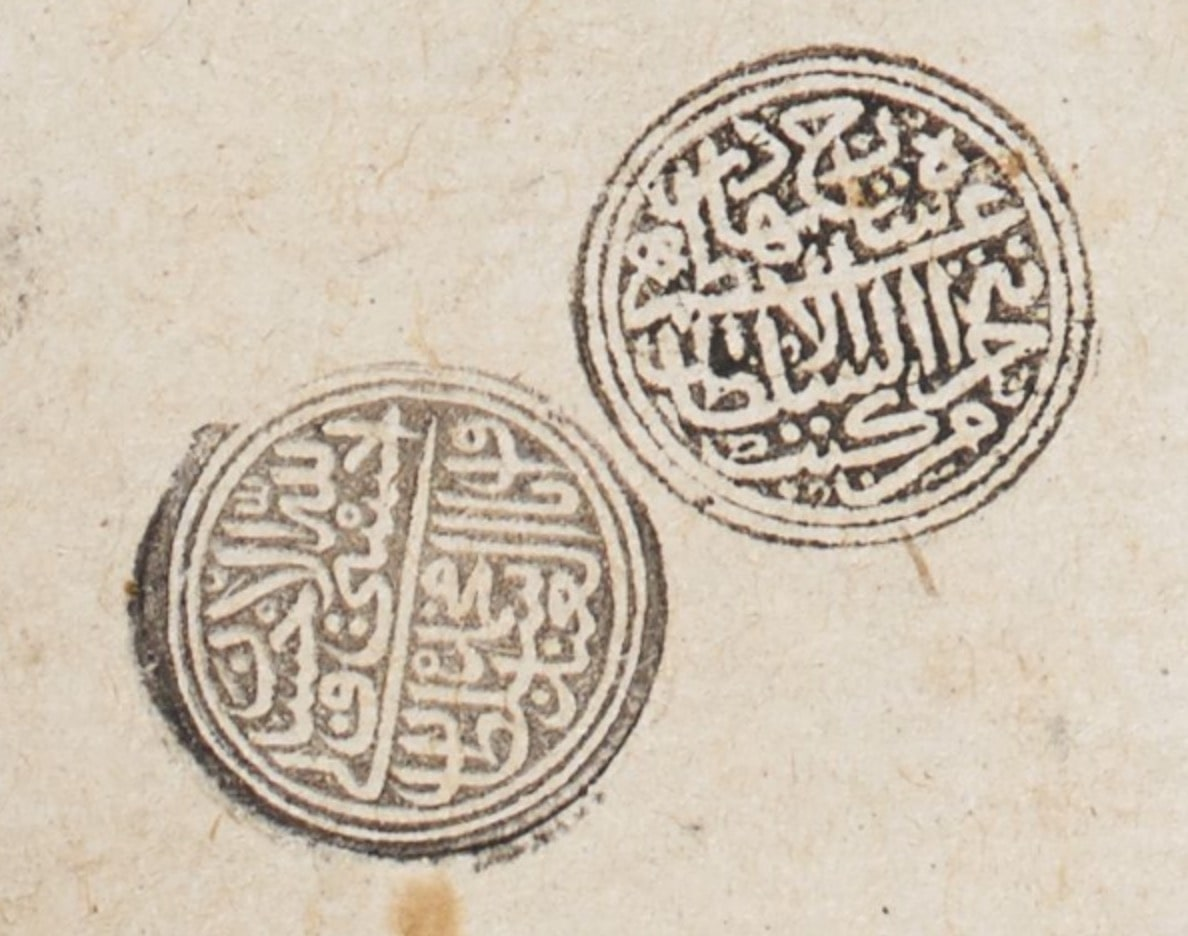
Pieczęć Sultana Muhammada (na dole) i jego dziadka Szahrucha (na górze) na egzemplarzu Dżame at-Tawarich Raszidoddina. Napis na pieczęci Sultana Muhammada głosi "Wystarczy mi Bóg, Źródło wszelkiego Dobra, ja, Muhammad Sultan, jestem [jego] niewolnikiem". Biblioteka Brytyjska

Sultan Muhammad (w formie perskiej Soltan Mohammad, سلطان محمد; ur. 1418 w Heracie, zm. 9 stycznia 1452 roku w pobliżu Astarabadu) – władca z dynastii Timurydów panujący w zachodnim Iranie w latach 1447-1452.
Był drugim synem Bajsunkura. Jego matką była jedna z konkubin jego ojca. Po śmierci Bajsunkura w roku 1433 jego stanowiska przejął jego najstarszy syn, Ala ad-Daula (1447-1448), zaś Sultan Muhammad i jego drugi przyrodni brat, Babur (1447-1457), musieli zadowolić się jedynie częścią majątku ojca. Sultan Muhammad mieszkał w Heracie i w kronikach zachowały się informacje o pijackich wybrykach jego młodości. 
W roku 1442/1443 jego dziadek, Szahruch (1405-1447), ustanowił go zarządcą Soltanije, Kazwinu, Reju i Komu. Szybko przybyły do niego delegacje z trybutem, także spoza obszaru jego władzy, Sultan Muhammad zaś, zamiast zatrzymać go w skarbie, zaczął go rozdawać celem zdobycia popularności. W odpowiedzi Szahruch zabrał Kazwin i Soltanije spod jego zarządu, a namiestnikiem Jazdu mianował doświadczonego Dżalad ad-Dina Czakmaka, któremu kazał fortyfikować miasto. Wiosną roku 1445 Sultan Muhammad pokonał i zabił miejscowego władcę Hamadanu, Hadżdżi Hosejna, który odmówił uznania jego władzy. To zwycięstwo bardzo podniosło prestiż Sultana Muhammada w regionie. Powiadomiony o nim Szahruch zrugał swojego wnuka za samowolne zabicie przedstawiciela rodu, który dotąd wiernie służył Timurydom. Wkrótce potem bez konsultacji z Sultanem Muhammadem Szahruch ustanowił nowym namiestnikiem Isfahanu Sa’adata-e Firuzszaha, jego dotychczasowego podwładnego. Wrogość pomiędzy Szahruchem a Sultanem Muhammadem była już wówczas faktem powszechnie znanym, toteż kiedy mieszkańcy Isfahanu nie mogli spłacić długu wobec rządu centralnego, zwrócili się o pomoc do syna Bajsunkura. Ten zajął Isfahan 2 maja 1446 roku, a Sa’adat uciekł.
Większość opisów postępowania Sultana Muhammada wiąże moment rozpoczęcia jego otwartego buntu właśnie z tym faktem, ponieważ zajął on terytorium znajdujące się w sposób niewątpliwy poza jego domeną. Następnie wezwał on wielu regionalnych władców i namiestników, także poza swoją pierwotną domeną, do okazania mu lojalności. Wezwanie to spotkało się z entuzjastycznym poparciem, co najłatwiej wytłumaczyć oczekiwaniem przez większość poddanych schorowanego Szahrucha jego śmierci i wybuchu wojny o dziedzictwo po nim. Mieszkańcy regionu widzieli w Sultanie Muhammadzie naturalnego kandydata do roli obrońcy ich życia i mienia podczas nadciągającego zamętu. Podporządkowania się mu odmówił Fars, którego nominalnym władcą był inny wnuk Szahrucha, trzynastoletni Abdallah (1450 - 1451) i Sultan Muhammad wkrótce wyruszył ze swoją armią przeciwko Szirazowi. W międzyczasie Szahruch wyruszył osobiście stłumić rebelię i na wieść o jego pochodzie Sultan Muhammad odstąpił od oblężenia Szirazu, pozwolił odejść tym swoim żołnierzom, którzy nie chcieli z nim pozostać, i udał się w kierunku Lorestanu. Szahruch zajął Isfahan, jednak zmarł 13 marca 1447 roku na kwaterze zimowej w Reju i jego armia zawróciła do Heratu pod tymczasowym dowództwem jego kolejnego wnuka, Abd al-Latifa (1449-1450). Ala ad-Daula, którego Szahruch pozostawił w Heracie, wkrótce ogłosił się w nim sułtanem, podczas gdy drugi brat Sultana Muhammada, Babur, zajął dla siebie Mazandaran.
Sultan Muhammad dowiedział się o śmierci Szahrucha w Hamadanie i wkrótce zawrócił do Komu, dokąd szybko pośpieszyło wielu lokalnych władców by ponownie uznać jego zwierzchność. Wśród nich byli między innymi wspomniany już Dżalad ad-Din Czakmak z Jazdu oraz rządzący w Kermanie Hadżdżi Muhammad. Jesienią Sultan Muhammad wyruszył na podbój Farsu i 5 października 1447 roku zdobył Sziraz. Małoletni Abdallah został wysłany do Chorasanu. Kiedy Sultan Muhammad przebywał w Szirazie Kara Kojunlu zajęli większość północnego Iranu aż po Sawe. Jednocześnie wczesną wiosną 1448 roku Uług Beg (1409-1449), jedyny żyjący syn Szahrucha, zaatakował Ala ad-Daulę i zajął Herat. Wkrótce Ala ad-Daula wraz z babką synów Bajsunkura, Gouharszad, znaleźli się na dworze Sultana Muhammada. Sultan Muhammad wykorzystał bliskie relacje łączące Gouharszad i władcę Kara Kojunlu, Dżahanszaha (1438 - 1467), by ta w jego imieniu wynegocjowała rozejm. Ustalono, że Sultan Muhammad otrzyma córkę Dżahanszaha za żonę ten zaś przyjmie Hamadan, Kazwin i Soltanije jako swoistą zapłatę za jej rękę. W ten sposób Sultan Muhammad uzyskał spokój ze strony Kara Kojunlu, tak potrzebny w sytuacji gdy wrogi synom Bajsunkura Uług Beg zajął Chorasan. Na początku 1449 roku Babur odbił Herat z rąk Uług Bega i ogłosił się sułtanem, przy czym chcąc zabezpieczyć się ze strony Sultana Muhammada uznał jego zwierzchność w kwietniu/maju tego samego roku. Niemniej Sultan Muhammad zmierzał do bezpośredniego zajęcia Heratu, do czego prawdopodobnie zachęcali go Ala ad-Daula i Gouharszad. Wyruszył on na północny wschód jesienią 1449 roku i kiedy Babur odrzucił jego wezwanie podporządkowania się pokonał go nieopodal Dżamu 30 października 1449 roku, po czym zajął Herat.
Podobnie jak Babur Sultan Muhammad obawiał się popularności Ala ad-Dauli w regionie i wysłał go jako swojego namiestnika do Kabulu. Tymczasem niekompetentne rządy głównego emira Sultana Muhammada, Hadżdżi Muhammada, sprawiły, iż niezadowolenie mieszkańców z nowych rządów zaczęło narastać. Na wiosnę 1450 roku Sultan Muhammad wyruszył przeciwko  Baburowi, który jednak pokonał jego straż przednią 16 maja 1450 roku, w bitwie w której zginął dowodzący nią Hadżdżi Muhammad. Kiedy Sultan Muhammad zaatakował go z resztą swojej armii Babur zarządził odwrót. Pomimo to Sultan Muhammad był niechętny ściganiu przeciwnika, szczególnie kiedy dowiedział się, iż wykorzystując jego nieobecność Ala ad-Daula zajął Herat. Kiedy dodatkowo ujawnił się spisek krewnych Gouharszad w jego armii zmierzający do wydania go jego przeciwnikom Sultan Muhammad opuścił swoje wojsko i z grupą zwolenników uciekł do Jazdu.
Po powrocie do Jazdu Sultan Muhammad ponownie zdobył Sziraz, w międzyczasie zajęty przez prawnuka Timura (1370-1405) Chalila Sultana, by następnie w lutym/marcu 1451 roku udać się do Kermanu i skonfiskować majątek rodu Hadżdżi Muhammada. Ten ostatni czyn można uznać za część jego kampanii wymuszeń i nadużyć w celu ściągnięcia jak największych podatków. Po tym jak ponownie umocnił swoją władzę w podległych mu prowincjach Sultan Muhammad jeszcze raz wyruszył przeciwko Baburowi, jednak 9 stycznia 1452 roku został pokonany w bitwie nieopodal Astarabadu. Według Daulatszaha jego emirowie przyrzekli mu lojalność przed bitwą jednak większość przeszła na drugą stronę w jej trakcie. Sultan Muhammad dostał się do niewoli i postawiony przed swoim bratem, który zdecydował o jego śmierci. Sultan Muhammad pozostawił po sobie syna, Jadgara Muhammada (1470), który w roku 1470 miał przez krótki czas panować w Heracie.